# Tapiramutá
Tapiramutá ist eine Stadt im brasilianischen Bundesstaat Bahia mit 17.010 Einwohnern (Schätzung des IBGE, Stand: 2019). Tapiramutá liegt ca. 15 km südlich der Bundesstraße BA-052, auf halbem Wege zwischen Feira de Santana und Xique-Xique.
Das Gebiet war ursprünglich von den Paiaiá-Indianern bewohnt. Die ersten festen Gebäude gehen auf das Jahr 1901 zurück.
Der Name Tapiramuta stammt aus der Indianersprache Tupi und bedeutet dem Tapir auflauern. 
Haupterwerbszweig ist die Landwirtschaft insbesondere der Anbau von Kaffee.